# نرم‌تنان

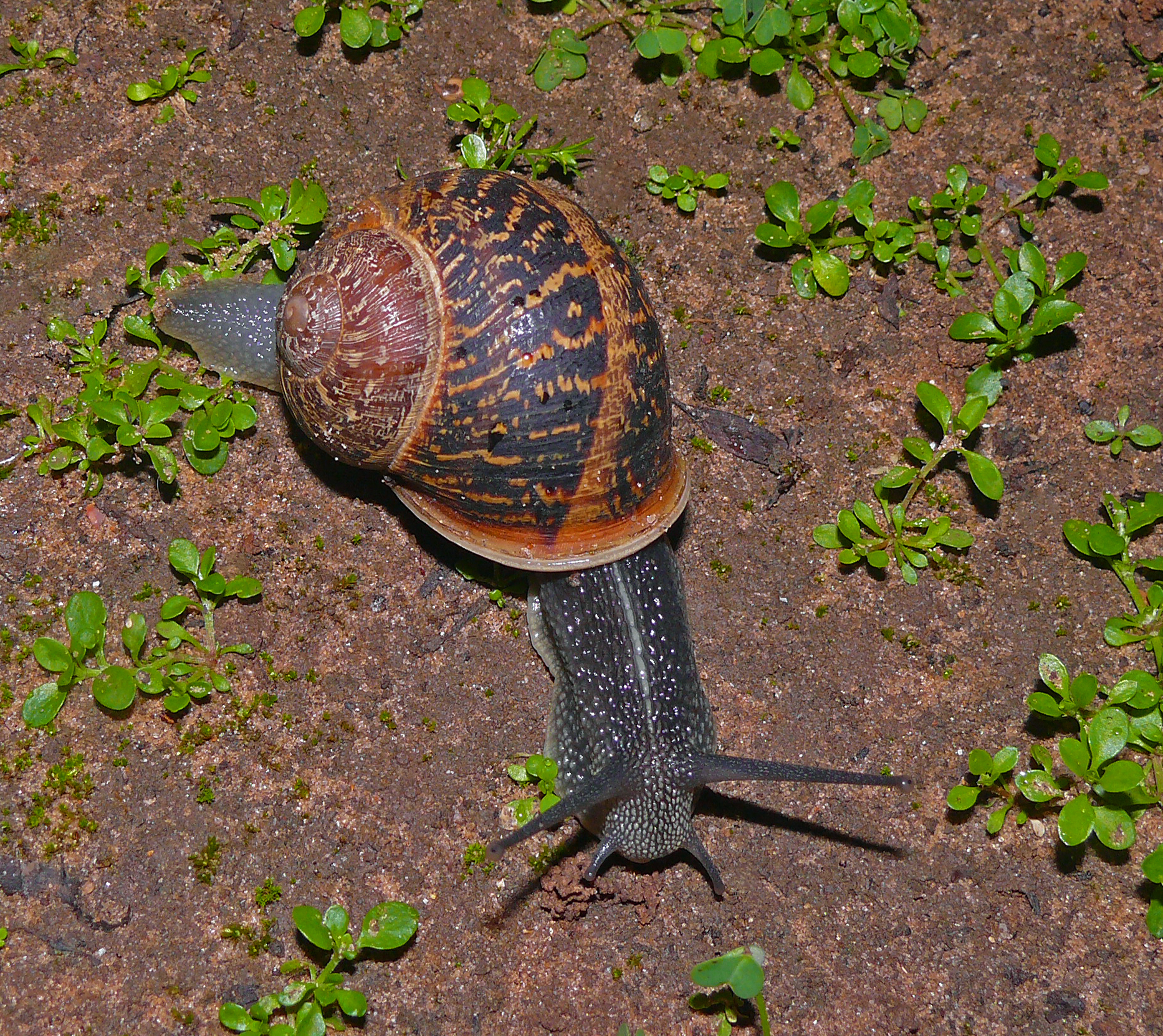
حلزون باغچه (سابقا Helix aspersa) – یک حلزون خاکی رایج

نَرم‌تَنان (به انگلیسی: Mollusca) سومین شاخه بزرگ از سلسلهٔ جانوران هستند. جانوران این شاخه دارای ریخت‌شناسی بسیار متنوع هستند و اعضای آن ساختار دهانی کیتینی به نام سوهانک دارند و تقارن دوطرفی و بندبند بودن بدنشان به‌طور کامل یا تقریباً از بین رفته‌است؛ بدن آن‌ها دارای پوسته‌ای صدفی است که از ترشحات جُبه به وجود آمده‌است.
فرهنگستان زبان فارسی در مصوبات تازه خود برای شاخه‌های جانداران پسوند «-تباران» را در نظر گرفته و بنا بر این شیوه نرم‌تنان را «نرم‌تن‌تباران» نیز نامیده‌است.
نرم‌تنان دومین شاخهٔ بزرگ بی‌مهرگان پس از بندپایان هستند. نزدیک به ۸۵۰۰۰ گونه موجود از نرم‌تنان شناخته شده‌اند. تعداد گونه‌های فسیلی بین ۶۰٬۰۰۰ تا ۱۰۰٬۰۰۰ گونه اضافی تخمین زده می‌شود. نسبت گونه‌های توصیف نشده بسیار زیاد است. بسیاری از آرایه‌ها هنوز به خوبی شناخته نشده‌اند. شاخه نرم‌تنان شاخه‌ای پرتنوع و موفق است و شامل جانورانی چون هشت‌پا، حلزونها و ماهی‌های مرکب می‌شود. نرم‌تنان از سده‌ها پیش برای انسان از نظر مواد خوراکی و تجارت مروارید اهمیت داشته‌اند. نیش برخی از نرم‌تنان ازجمله هشت‌پای حلقه‌آبی می‌تواند کشنده باشد.
نرم‌تنان بزرگ‌ترین شاخهٔ جانوران دریایی هستند که حدود ۲۳٪ از کل جانداران دریایی توصیف شده را شامل می‌شوند. همچنین نرم‌تنان پرشماری در زیستگاه‌های آب شیرین و خشکی زندگی می‌کنند. آن‌ها نه تنها از نظر اندازه و کالبدشناختی، بلکه از نظر رفتار و زیستگاه نیز بسیار گوناگون هستند. این شاخه به‌طور معمول به ۷ یا ۸ ردهٔ آرایه‌شناسی دسته‌بندی می‌شود که در این میان دو رده از آن‌ها کاملاً منقرض شده‌اند. سرپایان مانند ماهی مرکب، سپیداج و هشت‌پا از نظر عصب‌شناختی از همه بی‌مهرگان پیشرفته‌تر هستند و نیز سرپاور غول یا سرپاور عظیم که بزرگ‌ترین گونه‌های شناخته شده بی‌مهرگان هستند. شکم‌پایان (حلزون‌ها و لیسه‌ها) با اختلاف بسیار پرشمارترین نرم‌تنان هستند و ۸۰٪ از کل گونه‌های دسته‌بنده‌شده را تشکیل می‌دهند.
هرچند نرم‌تنان در زمره کاواکه‌داران coelomates هستند اما کاواکه coelom (حفره اصلی بدن) آن‌ها بسیار کوچک است و حفره اصلی بدن آن‌ها که خون در آن گردش می‌یابد خون‌کاواکه hemocoel نامیده می‌شود. دستگاه گردش خون بیشتر نرم‌تنان از نوع باز است یعنی به جای خون‌رسانی از طریق رگ‌ها اندام‌های داخلی در حفره‌ای پر از خون قرار می‌گیرند و شمار رگ‌ها در بدن آن‌ها زیاد نیست.
گونه‌های نرم‌تنان می‌توانند خطرها یا آفت‌هایی در برابر فعالیت‌های انسانی نشان دهند. نیش هشت‌پای حلقه‌آبی در بیشتر موارد کشنده است و هشت‌پای غول آرام باعث التهابی می‌شود که می‌تواند بیش از یک ماه طول بکشد. نیش‌های چند گونه از قیفک‌های استوایی نیز می‌توانند کشنده باشند، اما این زهرهای پیچیده، اگرچه با تولید آسان، به ابزار مهمی در پژوهش‌های عصبی تبدیل شده‌اند. تب حلزون (که با نام‌های بیلهارزیا، بیلهارزیوز یا شیستوزومیازیس نیز شناخته می‌شود) توسط میزبان‌های حلزون آبی به انسان منتقل می‌شود، و حدود ۲۰۰ میلیون نفر را تحت تأثیر قرار می‌دهد. همچنین حلزون‌ها و لیسه‌ها می‌توانند از آفات جدی کشاورزی باشند و ورود تصادفی یا عمدی برخی از گونه‌های حلزون به محیط‌های جدید به برخی اکوسیستم‌ها آسیب جدی زده‌است.
نرم‌تن‌شناسی شاخه‌ای از جانورشناسی است که به بررسی و پژوهش دربارهٔ این شاخه از جانوران می‌پردازد.

## کالبدشناسی

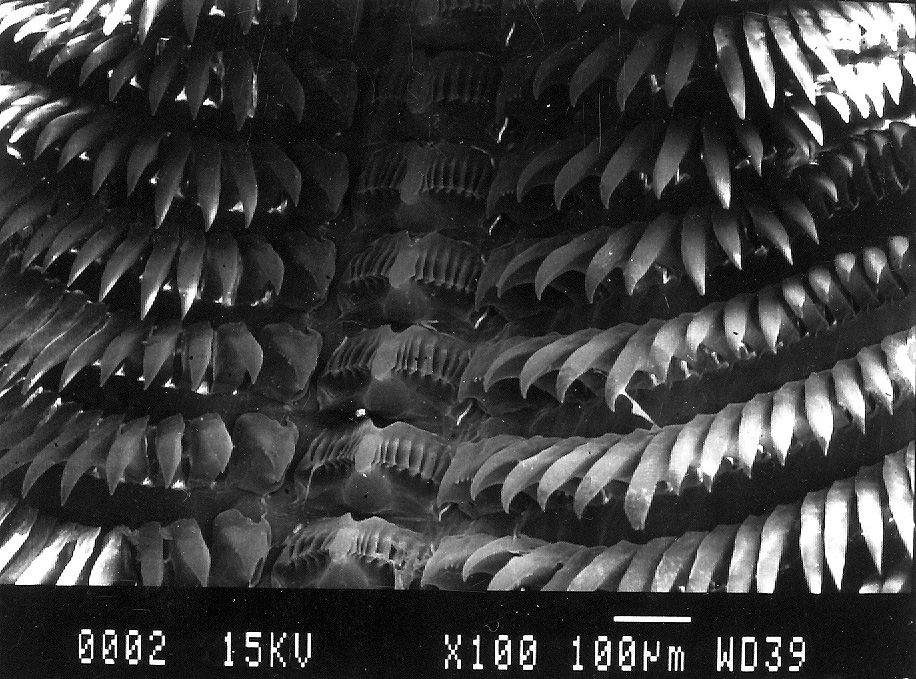
يك گهواره دريايي

نرم‌تنان سر و پا و آب‌ششهای مجزا دارند و به این خاطر از شاخه کرم‌های حلقوی پیشرفته‌ترند. بدن نرم‌تنان به به بخش‌های اصلی سر، پا، توده احشایی و جُبّه تقسیم می‌شود. جبه آن‌ها موادی را ترشح می‌کند که تشکیل صدفی آهکی می‌دهد. هر چه صدف بزرگ‌تر و سنگین‌تر باشد حرکت جانور کندتر است. بیشتر نرم‌تنان زبانی دندانه‌دار دارند که سوهانک (رادولا) نامیده می‌شود.
نرم‌تنان تقارن دوطرفه دارند یا بدون تقارن اند، بدن نرم بدون زایده، ناحیهٔ سر اغلب نامشخص، دارای چین خوردگی پشتی جانبی است، دیوارهٔ بدن پوششی به جبه (Mantle) یا پالیوم (Pallium) را تشکیل داده و در برگیرندهٔ فضایی به نام فضای جبه است. جبه ترشح‌کنندهٔ صدف است. پای ماهیچه‌ای و پهن جهت خزیدن، شنا یا نقب زدن دارند. حفرهٔ عمومی از نوع حقیقی منتها از نوع پروتوستوم و لوله گوارش U شکل به همراه اندام آرواره‌ای به نام سوهانک است. دستگاه تنفسی از طریق آبششها یا ششها، دستگاه گردش خون از نوع متانفریدی، دستگاه عصبی با چهار جفت گانگلیون به نام‌های، سری، پایی، احشایی و جانبی به همراه حلقهٔ عصبی دور مری و رابط‌های طولی و عرضی است. جنس نر و ماده جدا، بعضاً هرمافرودیت، تخم‌گذار، و شکافتگی تخم مارپیچی است، مراحل رشد از طریق لارو ولیگر (Veliger)، تروکوفور (Trochophore) یا لارو گلوکیدیوم (Glochidium) صورت می‌گیرد.
دفع فضولات بدن آن‌ها از طریق دو کلیه انجام می‌شود. نرم‌تنان دو جنس مخالف دارند و باروری در آن‌ها می‌تواند درونی یا بیرون باشد. دستگاه عصبی نرم‌تنان دربرگیرنده گره‌های عصبی ganglia سری، جنبی، و پایی است. نرم‌تن‌ها هم‌چنین اندام‌های حسی هم‌چون چشم، شاخک و غیره دارند.
گوشته‌ای با یک حفره قابل توجه برای تنفس و دفع، وجود رادولا (به جز دوکفه‌ای‌ها) و ساختار دستگاه عصبی، سه ویژگی فراگیر هستند که نرم‌تنان نوین را تعریف می‌کنند. نرم‌تنان به جز از این ویژگی‌های یکسان، گوناگونی ریخت‌شناختی بسیاری نمایان می‌کنند، بنابراین بسیاری از کتاب‌های درسی توضیح‌های خود را بر پایهٔ «نرم‌تنان اجدادی فرضی» بنا می‌کنند (تصویر زیر را ببینید). این جانور یک پوستهٔ «لیمپت مانند» در بالا دارد که از پروتئین و کیتین تقویت‌شده با کلسیم کربنات ساخته شده‌است که توسط گوشته‌ای که کل سطح بالایی را پوشانده ترشح می‌شود. قسمت زیرین جانور از یک «پا» ی ماهیچه‌ای تشکیل شده‌است. اگرچه نرم‌تنان سلومات هستند، اما سلوم تقریباً کوچکی دارند. حفره عمومی بدن یک هموسل است که خون در آن جریان می‌یابد؛ به این ترتیب، دستگاه گردش خون آن‌ها عمدتاً باز است. دستگاه تغذیه نرم‌تنان «عموماً» متشکل از «زبان» خشن، رادولا و یک دستگاه گوارش پیچیده‌است که در آن مخاط و موهای میکروسکوپی ماهیچه‌ای به نام سیلیا نقش‌های گوناگون مهمی دارند. نرم‌تنان عموماً دارای دو طناب عصبی جفت‌شده هستند به جز دوکفه‌ای‌ها که سه طناب عصبی دارند. مغز، در گونه‌هایی که یکی دارند، مری را محاصره می‌کند. بیشتر نرم‌تنان چشم دارند و همهٔ آن‌ها حسگرهایی برای تشخیص مواد شیمیایی، لرزش‌ها و لمس دارند. ساده‌ترین نوع دستگاه تناسلی نرم‌تنان به لقاح خارجی متکی است، اما تغییرات پیچیده‌تری رخ می‌دهد. تقریباً همهٔ آن‌ها تخم‌هایی تولید می‌کنند که از آنها ممکن است لاروهای تروکوفور، لاروهای ولیگر پیچیده‌تر یا بزرگسالان مینیاتوری ظاهر شوند. حفره سلوم کاهش می‌یابد. آنها دارای دستگاه گردش خون باز و اندام‌هایی کلیهمانند برای دفع هستند.

## رده‌ها نرم تنان
شاخه نرم‌تنان دارای هفت رده است که بیشتر آن‌ها در آب زندگی می‌کنند. این رده‌ها عبارتند از شکم‌پایان، سرپایان، ناوپایان، سپرپایان، دوکفه‌ای‌ها، گهواره‌های دریایی، بی‌لاکه‌ای‌ها، تک‌لاکه‌ای‌ها و چندلاکه‌ای‌ها. از این هفت رده، تنها دو رده شکم‌پایان و دوکفه‌ای‌ها جانوران خشکی‌زی دارند.

## پیشینه
شواهد خوبی در مورد ظهور شکم‌پایان، سرپایان و دوکفه‌ای‌ها در دوره کامبرین، ۵۴۱–۴۸۵٫۴ میلیون سال پیش وجود دارد. با این حال، تاریخچه تکاملی ظهور نرم‌تنان از چرخ‌زیان نیایی و تنوع آن‌ها در اشکال شناخته‌شدهٔ زنده و فسیلی هنوز هم مورد بحث شدید دانشمندان است.

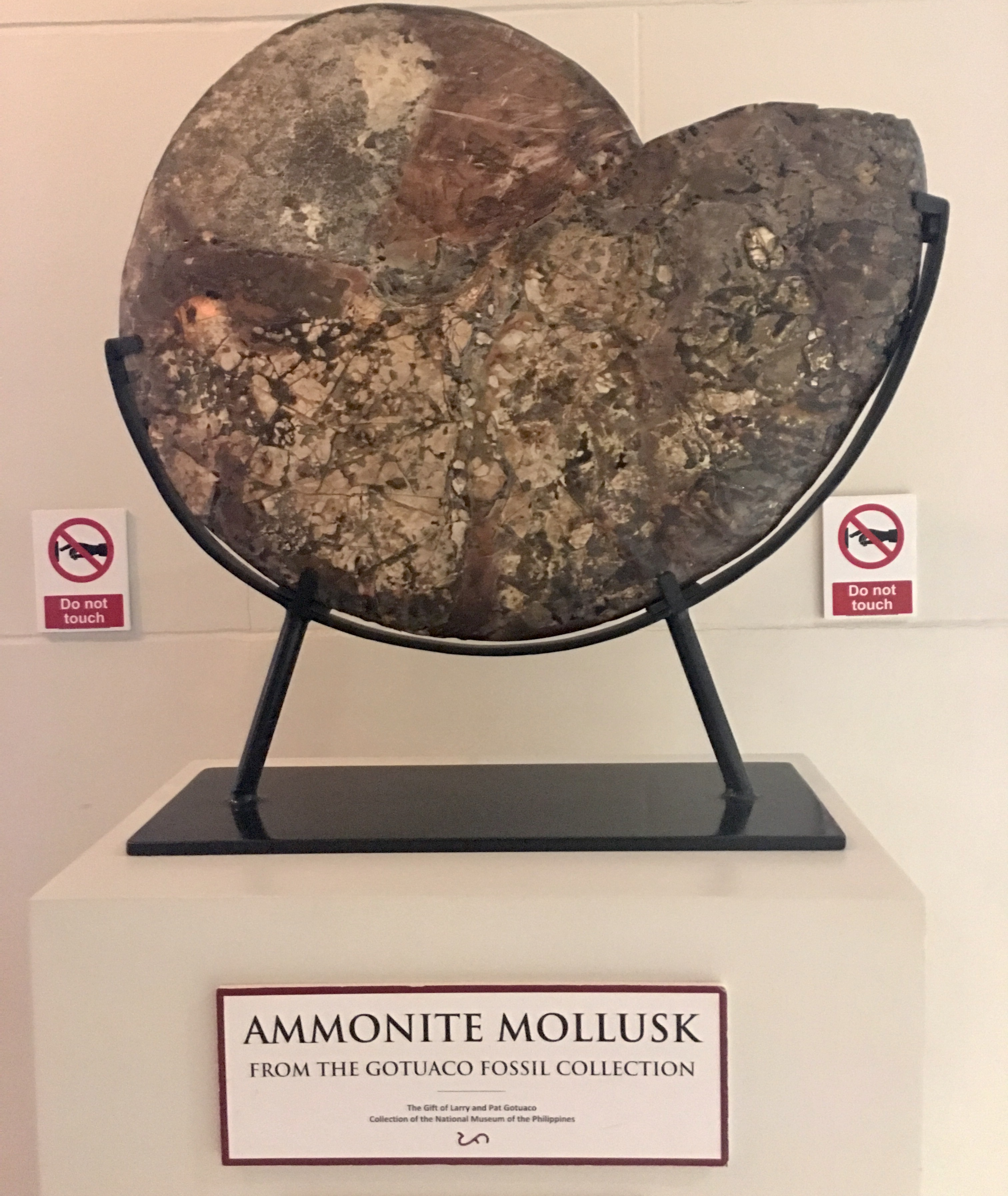
آمونیت فسیل شده در موزه ملی فیلیپین نمایش داده می‌شود.

نرم‌تنان منبع غذایی مهمی برای انسان‌های نوین نخستین بوده و هستند. خطر مسمومیت غذایی از سم‌هایی وجود دارد که می‌توانند در شرایطی ویژه در بدن نرم‌تنانی ویژه جمع شوند، برای همین، بسیاری از کشورها مقرراتی برای کاهش این خطر دارند. همچنین برای قرن‌ها، نرم‌تنان، منبع کالاهای لوکس مهم به‌ویژه مروارید، مادر مروارید، ارغوانی صوری، و ابریشم دریایی بوده‌اند. پوسته‌های آن‌ها نیز در برخی جامعه‌های پیش‌صنعتی به عنوان پول مورد استفاده قرار گرفته‌است.